# Bašanija
Bašanija (olaszul: Bassania) falu Horvátországban, Isztria megyében. Közigazgatásilag Umaghoz tartozik.

## Fekvése
Az Isztria északnyugati csücskében, Umagtól 6 km-re északnyugatra a Savudrija-félsziget nyugati csücskében a Donja-Saduvrija-fok közelében fekszik.

## Története
1880-ban 126, 1910-ben 192 lakosa volt. Az első világháború után a rapallói szerződés értelmében Isztria az Olasz Királysághoz került. 1943-ban az olasz kapitulációt követően német megszállás alá került, mely 1945-ig tartott. A második világháború után a párizsi békeszerződés értelmében Jugoszlávia része lett, de 1954-ig különleges igazgatási területként átmenetileg a Trieszti B zónához tartozott és csak ezután lépett érvénybe a jugoszláv polgári közigazgatás. A település Jugoszlávia felbomlása után 1991-ben a független Horvátország része lett. 2011-ben 256 lakosa volt. Lakói főként a turizmussal és vendéglátással foglalkoznak, de sokan foglalkoznak halászattal is és a közeli Umagon dolgoznak.

## Nevezetességei
Itt áll az 1818-ban megépült a savudrijai világítótorony, az Adria legrégibb ilyen építménye. Tervezője a bécsi udvar egyik vezető építésze Pietro Nobile volt aki az adriai térségben még számos épületet tervezett.

## Lakosság
| Lakosság változása | Lakosság változása | Lakosság változása | Lakosság változása | Lakosság változása | Lakosság változása | Lakosság változása | Lakosság változása | Lakosság változása | Lakosság változása | Lakosság változása | Lakosság változása | Lakosság változása | Lakosság változása | Lakosság változása | Lakosság változása |
| ------------------ | ------------------ | ------------------ | ------------------ | ------------------ | ------------------ | ------------------ | ------------------ | ------------------ | ------------------ | ------------------ | ------------------ | ------------------ | ------------------ | ------------------ | ------------------ |
| 1857               | 1869               | 1880               | 1890               | 1900               | 1910               | 1921               | 1931               | 1948               | 1953               | 1961               | 1971               | 1981               | 1991               | 2001               | 2011               |
| 0                  | 0                  | 126                | 112                | 170                | 192                | 0                  | 0                  | 269                | 215                | 277                | 282                | 310                | 284                | 243                | 256                |